# Don Gato: El inicio de la pandilla
Don Gato: El Inicio de la Pandilla es una película mexicana de animación por CGI del año 2015, dirigida por Andrés Couturier. Fue producida por Ánima Estudios, productora también de series como El Chavo animado. La película está basada en la serie de los años 60, Don Gato y su pandilla, creación de Hanna-Barbera. Esta película es una precuela de la serie, debido a que su trama principal es la formación de la pandilla de Don Gato. Es la segunda película del 2015 producida por Ánima Estudios, en cuanto también se refiere a ser el segundo largometraje del estudio usando la técnica de animación por computadora y la segunda vez que estrena dos películas en el mismo año. A pesar de triunfar en taquilla y ser, al igual que su predecesora, una de las películas mexicanas de animación más taquilleras, se le considera como la peor de la franquicia por las tramas e historia que dejan negativo a las pocas vistas en el cine. 
Fue nominada para los Premios Platino como Mejor Película de Animación en el año 2016.
Debido al fallecimiento de Jorge Arvizu en 2014 ya no pudo interpretar a Benito y Cucho siendo reemplazado por el actor de doblaje Mauricio Pérez, por lo que la película estuvo dedicada en su memoria.

## Reparto
| Personaje             | Actor original | Actor de doblaje |
| --------------------- | -------------- | ---------------- |
| Don Gato              | Jason Harris   | Raúl Anaya       |
| Oficial Carlos Matute | Bill Lobley    | Octavio Rojas    |
| Benito                | Chris Edgerly  | Mauricio Pérez   |
| Cucho                 | Jason Harris   | Mauricio Pérez   |
| Demóstenes            | Jason Harris   | Jesús Guzmán     |
| Espanto               | Ben Diskin     | Mario Filio      |
| Panza                 | Matthew Piazzi | Gerardo Alonso   |